# Катехолборан
Катехолборан — борорганическое соединение, производное борана и пирокатехина, применяемое в органическом синтезе как восстановитель, реагент для синтеза замещённых борных кислот, а также .

## Строение и физические свойства
Катехолборан представляет собой бесцветную жидкость. Коммерчески доступен также в виде 1 М раствора в тетрагидрофуране. Растворим в диэтиловом эфире, тетрагидрофуране, хлористом метилене, хлороформе, тетрахлорметане, толуоле и бензоле. С водой и другими протонными растворителями он активно реагирует.

## Химические свойства

### Реакции восстановления
Катехолборан является одним из самых полезных восстановителей в органическом синтезе. Он обладает термической устойчивостью и хорошей растворимостью по сравнению с другими боранами. Реакции восстановления с его участием проводят в тетрахлорметане, хлороформе, бензоле, толуоле, диэтиловом эфире и тетрагидрофуране либо без растворителя.
Катехолборан не восстанавливает алкил- и арилгалогениды, нитросоединения, сульфоны, органические дисульфиды, тиолы, первичные амиды, простые эфиры, сульфиды и спирты. Он медленно реагирует с нитрилами, сложными эфирами и хлорангидридами. Альдегиды, кетоны, имины и сульфоксиды восстанавливаются быстро даже при комнатной температуре.
Катехолборан восстанавливает тозилгидразоны, однако поскольку он является при этом мягким реагентом, его можно применять в тех случаях, когда стандартные восстановления по Кижнеру — Вольфу и Клемменсену применить нельзя.
α,β-Непредельные кетоны восстанавливаются по С=С-связи, так как катехолборан присоединяется к ним по типу 1,4-присоединения. α,β-Непредельные имиды, сложные эфиры и амиды в этих условиях не реагируют. Ускорить это восстановление удаётся при помощи добавки каталитического количества Rh(PPh3)Cl. Циклические же еноны с эндоциклической С=С-связью восстанавливаются по карбонильной группе.
Существуют также примеры стереоселективного восстановления катехолбораном. Например, β-гидроксикетоны стереселективно восстанавливаются до син-1,3-диолов. Считается, что в таких случаях катехолборан координирует молекулу субстрата, а лишь затем вторая молекула производит восстановление.

### Гидроборирование алкенов
Гидроборирование алкенов катехолбораном протекает медленнее, чем аналогичное превращение с участием диалкилборанов, поэтому обычно его проводят при повышенной температуре либо ускоряют добавлением катализатора Уилкинсона, боргидрида лития и др. При этом образуются эфиры алкилборной кислоты, которые можно легко гидролизовать до самой кислоты либо превратить в альдегиды, кетоны, карбоновые кислоты и спирты.

### Гидроборирование алкинов
Присоединение катехолборана к алкинам открывает доступ к алкенилборным кислотам и их эфирам, которые являются ценными промежуточными соединениями в синтезе. Наиболее часто их превращают в алкены, вводя в реакции кросс-сочетания, катализируемые палладием.